# Carl Palmer (Theologe)

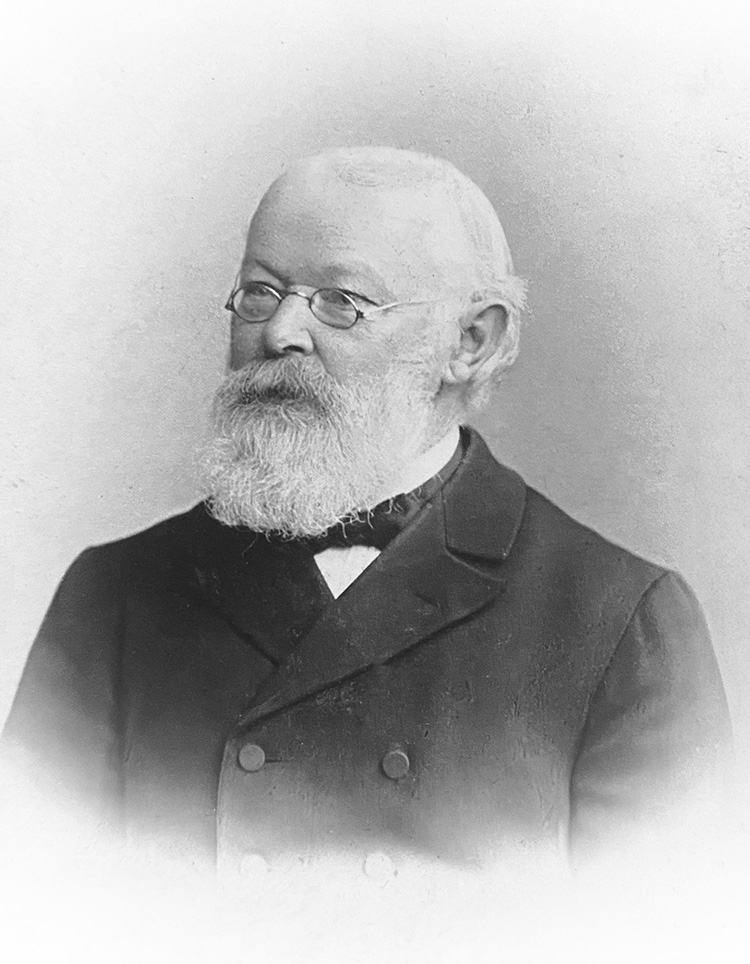
Carl Palmer, 1904

Carl Palmer, auch Karl Palmer (* 12. Oktober 1833 in Darmstadt; † 26. Oktober 1917 in Braunschweig) war ein deutscher lutherischer Theologe und Anstaltsleiter.

## Leben

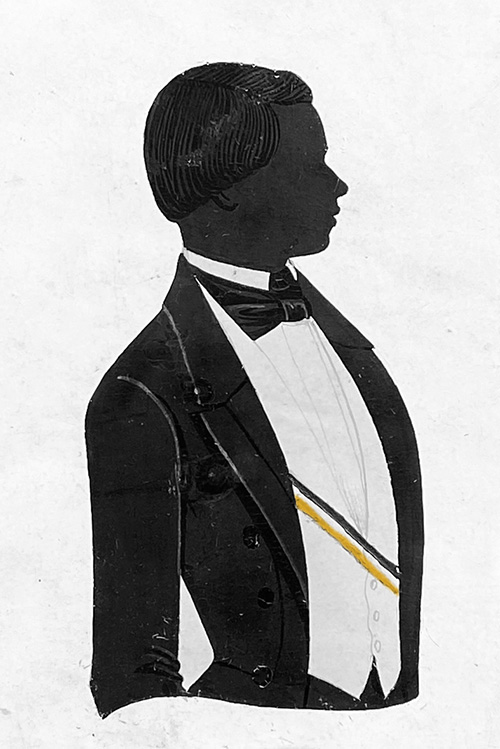
Studentische Silhouette, 1857

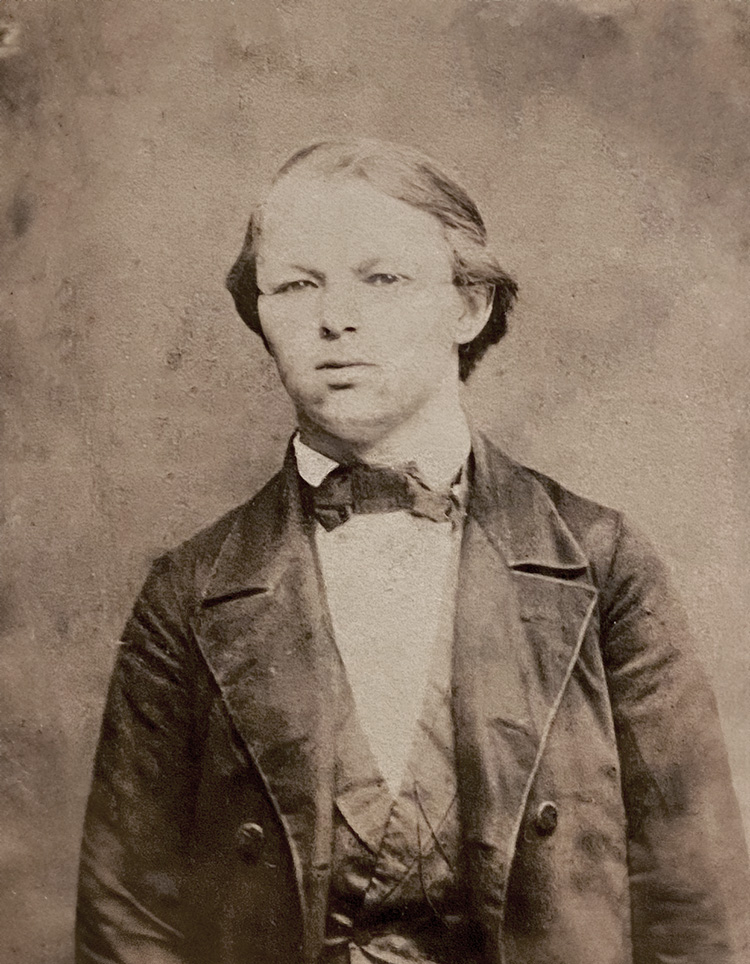
Carl Palmer, 1858

Carl Palmer wurde im Oktober 1833 in Darmstadt geboren. Während seines Studiums gehörte er zu den Stiftern des Gießener Wingolf. Er war in den 1870er Jahren Pfarrer in Trais-Horloff in der Wetterau und anschließend Vereinsgeistlicher der Inneren Mission in Bielefeld. Als Nachfolger von Gustav Stutzer leitete er vom 1. April 1880 bis zu seiner Emeritierung 1904 die Idioten-Anstalt zu Erkerode, eine evangelische Erziehungs- und Pflegeanstalt für Menschen mit Behinderung, die spätere Evangelische Stiftung Neuerkerode. Er baute diese weiter aus und machte sie zu einem Zentrum der Inneren Mission im Herzogtum Braunschweig. Palmer entwickelte eine gezielte Arbeitstherapie und gründete 1902 die Schulinternate Emmaus und Sarona als Förderschulen für das Herzogtum. Im Jahr 1886 wurde er zum Propst des Klosters Marienberg ernannt.
Er war ab 1881 Herausgeber des Volksblatts, Organ des Evangelischen Vereins für Innere Mission.
Palmer wohnte zuletzt in Braunschweig in der Gerstäckerstraße 11. Er starb im Oktober 1917 in Braunschweig im Alter von 84 Jahren. Sein Sohn Ottmar Palmer wurde ebenfalls Pfarrer und war am Kirchenkampf in Braunschweig beteiligt.

## Schriften (Auswahl)
- Das Lutherdenkmal zu Worms. Bilder aus der Reformationsgeschichte für das evangelische Christenvolk, Darmstadt 1866.
- Lebensbilder von Erbauungsschriftstellern der lutherischen Kirche für das evangelische Christenvolk, Stuttgart 1870.[5]